# 구인회 (기업인)
구인회(具仁會, 1907년 8월 27일~1969년 12월 31일)는 대한민국의 기업인이다. LG그룹 창업주이다.

## 생애
1926년 서울의 중앙고등보통학교를 수료하고 귀향해 지수협동조합의 이사로 취임하였는데 이것이 사업가로서의 첫 출발이다.
구인회의 집안은 본래 경기 양주, 파주 등지에서 세거하는 정치인 가문이었다. 12대조 구사민은 좌찬성 구사맹의 동생이며 10대조 구음도 승정원 좌승지를 역임하였다. 9대조 구문유가 고령현감을 지낸 후 8대조 구반부터 벼슬에 나가지 않고 진주로 내려와 터를 잡고 조부 구연호가 문과 급제 전까지 모두 벼슬에 진출하지 않았다. 구인회의 조부 구연호는 대한제국 시기에 홍문관 교리, 사간원 정언을 지냈다. 따라서 사업을 시작하는데 강한 유교가풍 때문에 많은 어려움이 있었지만 오히려 강한 유교가풍 덕에 할아버지의 지지를 받고 사업을 시작할 수 있었다.
첫 사업은 1931년 진주에서 구인회포목상점이란 이름으로 사업을 시작해 사돈 관계에 있던 현 GS그룹의 소유집안인 허만정의 김해 허씨 집안과 동업으로 하였고 여러 사업들을 거치면서 진주에서 사업을 정리하면서 많은 토지를 매수해 일제강점기 말기인 1943년 만석군이란 소리를 들을 정도로 대토지 소유자가 되었고, 매입했던 토지를 매각한 돈으로 부산으로 건너가 1947년 크림 생산도 시작하였고 1953년 성공하여 락희산업주식회사를 설립했다. 1958년에는 금성사를 창립해 라디오 생산도 시작하였고 이어 전화기, 선풍기, 에어컨, TV, 냉장고 등을 대한민국 최초로 생산하는데 기여하였고 럭키사도 치약, 칫솔, 비누, 합성세제 등을 연이어 한국 최초로 생산하였다. 한편으로는 부산 국제신보 사장이 되었고 전국경제인연합회 부회장도 지냈다.
방송 사업에도 뛰어들어 동양방송의 전신인 RSB 라디오 서울을 삼성 창업주인 이병철과 함께 설립하여 사장을 지냈으나 이병철이 전자사업에 뛰어들고 둘의 사이가 틀어지면서 사장직에서 물러나게 된다.
사회 활동에도 주력해 1968년 회갑 기념으로 진주에 연암 도서관을 세웠고 1969년 12월 연암문화재단을 창설하였으나, 문화재단 창설 한 달 만에 뇌종양으로 타계했다. 이후 그의 뜻을 받들어 LG그룹에서는 학자 및 학술지원에 기여한 사회저명인사들을 포상, 장려금 등을 지원하였다.

## 상훈
- 1966 제3회 상공인의 날 대법원장상
- 1966 5.16 민족상 유공자 감사장
- 1969 한국도서관협회 공로상

## 가족 관계
| 관계      | 이름   | 출생   | 사망   | 재임사항                                | 지위            |
| --------- | ------ | ------ | ------ | --------------------------------------- | --------------- |
| 친조부    | 구연호 | 1861년 | 1940년 | 사헌부 장령, 홍문관 시독 (작위: 정3품)  | 정치인家의 자제 |
| 아버지    | 구재서 | 1887년 | 1959년 |                                         |                 |
| 어머니    | 하근   | 1889년 | 1969년 |                                         |                 |
| 배우자    | 허을수 | 1905년 | 1986년 |                                         |                 |
| 장녀      | 구양세 | 1924년 |        |                                         |                 |
| 사위      | 박진동 | 1919년 | 1998년 |                                         |                 |
| 장남      | 구자경 | 1925년 | 2019년 | LG그룹 제2대 회장                       | 범LG家의 총수   |
| 자부      | 하정임 | 1924년 | 2008년 |                                         |                 |
| -손자     | 구본무 | 1945년 | 2018년 | LG그룹 제3대 회장                       | 범LG家의 총수   |
| -손부     | 김영식 | 1952년 |        |                                         |                 |
| -증손자   | 구원모 | 1974년 | 1994년 |                                         |                 |
| -증손자   | 구광모 | 1978년 |        | LG그룹 제4대 회장                       | 범LG家의 총수   |
| -증손녀   | 구연경 | 1978년 |        | LG복지재단 대표이사                     |                 |
| -증손녀   | 구연수 | 1996년 |        |                                         |                 |
| -손녀     | 구훤미 | 1947년 |        | 오성로지스 대표                         |                 |
| -손서     | 김화중 | 1943년 | 2004년 | 희성금속 회장                           |                 |
| -외증손녀 | 김선혜 | 1971년 |        |                                         |                 |
| -외증손서 | 이해욱 | 1968년 |        | DL그룹 회장                             |                 |
| -외증손녀 | 김선정 | 1974년 |        |                                         |                 |
| -외증손녀 | 김서영 | 1978년 |        |                                         |                 |
| -외증손녀 | 김서은 | 1978년 |        |                                         |                 |
| -외증손자 | 김주영 | 1992년 |        |                                         |                 |
| -손자     | 구본능 | 1949년 |        | 희성그룹 회장, KBO 총재                 |                 |
| -손부     | 강영혜 | 1953년 | 1996년 |                                         |                 |
| -손부     | 차경숙 | 1966년 |        |                                         |                 |
| -증손녀   | 구연서 | 1999년 |        |                                         |                 |
| -손자     | 구본준 | 1951년 |        | LG전자 부회장                           |                 |
| -손부     | 김은미 | 1957년 |        |                                         |                 |
| -증손자   | 구형모 | 1987년 |        | LX MDI 부사장                           |                 |
| -증손녀   | 구연제 | 1990년 |        |                                         |                 |
| -손녀     | 구미정 | 1955년 |        |                                         |                 |
| -손부     | 최병민 | 1952년 |        | 깨끗한나라 회장                         |                 |
| -외증손녀 | 최현수 | 1979년 |        | 깨끗한나라 대표이사 부사장              |                 |
| -외증손녀 | 최윤수 | 1982년 |        | 나라손 대표                             |                 |
| -외증손자 | 최정규 | 1991년 |        |                                         |                 |
| -손자     | 구본식 | 1958년 |        | LT그룹 회장                             |                 |
| -손부     | 조경아 | 1960년 |        |                                         |                 |
| -증손녀   | 구연승 | 1984년 |        |                                         |                 |
| -증손녀   | 구연진 | 1986년 |        |                                         |                 |
| -증손자   | 구웅모 | 1989년 |        |                                         |                 |
| 차남      | 구자승 | 1929년 | 1974년 | LG상사 사장                             |                 |
| 자부      | 홍승혜 | 1934년 |        |                                         |                 |
| -손자     | 구본걸 | 1957년 |        | LF 회장                                 |                 |
| -증손녀   | 구수연 | 1990년 |        |                                         |                 |
| -증손자   | 구경모 | 1997년 |        |                                         |                 |
| -손자     | 구본순 | 1959년 |        | 前 고려조경 부회장                      |                 |
| -손녀     | 이은영 | 1961년 |        |                                         |                 |
| -손자     | 구본진 | 1964년 |        | LF네트웍스 사장                         |                 |
| 3남       | 구자학 | 1930년 | 2022년 | 아워홈 회장                             |                 |
| 자부      | 이숙희 | 1935년 |        |                                         |                 |
| -손자     | 구본성 | 1957년 |        | 아워홈 명예회장                         |                 |
| -손부     | 심윤보 | 1961년 |        |                                         |                 |
| -손녀     | 구미현 | 1960년 |        |                                         |                 |
| -손부     | 이영렬 | 1955년 |        | 한양대학교 의과대학 교수                |                 |
| -손녀     | 구명진 | 1964년 |        |                                         |                 |
| -손부     | 조정호 | 1958년 |        | 메리츠금융지주 회장                     |                 |
| -손녀     | 구지은 | 1967년 |        | 아워홈 대표이사                         |                 |
| 4남       | 구자두 | 1932년 |        | LB인베스트먼트 회장                     |                 |
| 자부      | 이의숙 | 1938년 |        |                                         |                 |
| -손자     | 구본천 | 1964년 |        | LB인베스트먼트 대표이사                 |                 |
| -손부     | 이성은 | 1969년 |        |                                         |                 |
| -손자     | 구본완 | 1966년 |        | LB휴넷 대표이사                         |                 |
| -손녀     | 구혜란 | 1960년 |        |                                         |                 |
| -손부     | 심현주 | 1955년 |        |                                         |                 |
| -손녀     | 구혜선 | 1962년 |        |                                         |                 |
| -손부     | 장원우 | 1961년 |        |                                         |                 |
| 5남       | 구자일 | 1935년 | 2023년 | 일양화학 회장                           |                 |
| 자부      | 김청자 | 1939년 | 1995년 |                                         |                 |
| -손자     | 구본길 | 1966년 |        | 희성전자 사장                           |                 |
| -손녀     | 구은미 | 1967년 |        | 반도아이엔씨 사외이사                   |                 |
| 차녀      | 구자혜 | 1937년 | 2009년 |                                         |                 |
| 사위      | 이재연 | 1931년 |        | LG그룹 부회장                           |                 |
| -외손자   | 이선용 | 1961년 |        | 베어트리파크 대표                       |                 |
| -외손자   | 이지용 | 1963년 |        | 제이알더블유 대표                       |                 |
| -외손녀   | 이혜정 | 1968년 |        |                                         |                 |
| 3녀       | 구자영 | 1939년 |        |                                         |                 |
| 사위      | 이재원 | 1937년 |        | 일성제지 회장                           |                 |
| -외손자   | 이욱진 | 1969년 |        | 삼본정밀전자 이사                       |                 |
| 4녀       | 구순자 | 1943년 |        |                                         |                 |
| 사위      | 류지민 | 1941년 | 1981년 |                                         |                 |
| 6남       | 구자극 | 1946년 |        | 엑사이엔씨 회장                         |                 |
| 자부      | 조아란 | 1951년 |        |                                         |                 |
| -손자     | 구본현 | 1968년 |        | 엑사이엔씨 대표이사                     |                 |
| -손자     | 구본우 | 1979년 |        |                                         |                 |
| -손녀     | 구미란 | 1982년 |        |                                         |                 |
| 남동생    | 구철회 | 1911년 | 1975년 | LG그룹 창업고문                         |                 |
| 제수      | 안남이 | 1910년 | 1982년 |                                         |                 |
| 조카      | 구위숙 | 1928년 |        |                                         |                 |
| 조카      | 구영희 | 1931년 |        |                                         |                 |
| 조카      | 구자원 | 1935년 | 2020년 | LIG 그룹 회장                           |                 |
| 조카      | 구자애 | 1939년 |        |                                         |                 |
| 조카      | 구자성 | 1942년 | 1995년 | LG 건설 사장                            |                 |
| 조카      | 구선희 | 1944년 |        |                                         |                 |
| 조카      | 구자훈 | 1947년 |        | LIG 문화재단 이사장                     |                 |
| 조카      | 구자준 | 1950년 |        | 前 LIG 손해보험 회장, 한국배구연맹 총재 |                 |
| 남동생    | 구정회 | 1918년 | 1978년 | 前 LG전자 사장                          |                 |
| 제수      | 김증문 | 1917년 | 1992년 |                                         |                 |
| 조카      | 구자윤 | 1937년 | 1994년 | LG 유통 사장                            |                 |
| 조카      | 구형우 | 1943년 |        | 前 부민상호저축은행 회장                |                 |
| 조카      | 구숙희 | 1946년 |        |                                         |                 |
| 조카      | 구자헌 | 1948년 | 1999년 | 범한물류 회장                           |                 |
| 조카      | 구자섭 | 1950년 |        | 한국 SMT 사장                           |                 |
| 조카      | 구명희 | 1953년 |        |                                         |                 |
| 조카      | 구자민 | 1955년 |        | 한국 SMT 부사장                         |                 |
| 남동생    | 구태회 | 1923년 | 2016년 | LS전선 명예회장                         |                 |
| 제수      | 최무   | 1922년 | 2012년 |                                         |                 |
| 조카      | 구근희 | 1943년 |        |                                         |                 |
| 조카      | 구자홍 | 1946년 | 2022년 | LG미래원 회장                           |                 |
| 조카      | 구혜정 | 1948년 |        |                                         |                 |
| 조카      | 구자엽 | 1950년 |        | LS전선 회장                             |                 |
| 조카      | 구자명 | 1952년 | 2014년 | LS Nikko 동제련 회장                    |                 |
| 조카      | 구자철 | 1955년 |        | 예스코 회장                             |                 |
| 남동생    | 구평회 | 1926년 | 2012년 | LG칼텍스가스 명예회장                   |                 |
| 제수      | 문남   | 1927년 |        |                                         |                 |
| 조카      | 구자열 | 1953년 |        | LS그룹 회장, LS엠트론 회장              |                 |
| 조카      | 구자용 | 1955년 |        | LS네트웍스 회장, E1 회장                |                 |
| 조카      | 구자균 | 1957년 |        | LS일렉트릭 회장                         |                 |
| 조카      | 구혜원 | 1959년 |        |                                         | 푸른그룹 회장   |
| 남동생    | 구두회 | 1928년 | 2011년 | 예스코 명예회장                         |                 |
| 제수      | 유한선 | 1933년 |        |                                         |                 |
| 조카      | 구은정 | 1961년 |        |                                         | 태은물류 대표   |
| 조카      | 구지희 | 1963년 |        |                                         |                 |
| 조카      | 구자은 | 1964년 |        | LS그룹 회장                             |                 |
| 조카      | 구재희 | 1967년 |        |                                         |                 |